# Narmed.ru
Narmed.ru е руски информационен интернет портал за здравеопазване и медицина, той предоставя на своите потребители с информация по здравни теми.

## История
Сайтът е създаден през 2001 година, той е разработен от Ирина Боровска и Георги Андриянов. Първоначално е създаден като сайт за народна и нетрадиционна медицина, с течение на времето сайтът се насочва на теми свързани с традиционната медицина.

## Отличия
През 2006 година сайтът е номиниран от Рунет в категория „Здраве и отдих“.